# Christopher Porco
Christopher Porco (né le 9 juin 1983) est un criminel américain reconnu coupable de meurtre et de tentative d'assassinat, respectivement sur son père et sa mère. Les faits se sont déroulés le 15 novembre 2004 dans la ville de Bethlehem (Pennsylvanie). L'accusé aurait utilisé une hache d'incendie pour tuer son père et pour tenter de tuer sa mère qui reste aujourd'hui vivante mais défigurée,.

## Personnalité

### Troubles mentaux
La police fait savoir lors du jugement que le suspect est atteint d'un trouble mental correspondant à deux pathologies semblables caractérisées par un manque de conscience, le mensonge, l'égomanie, etc. qui sont la psychopathie et la sociopathie,. En effet, les psychopathes peuvent avoir des crises émotionnelles subites et ne connaissent pas de remords après avoir commis un acte. D'après des bilans psychologiques menés par des psychologues et professeurs, le sujet est atteint de sociopathie, ce qui confirme les dires de son père qui trouvait son fils sociopathe. Un professeur ayant analysé Christopher Porco proclame que les interrogatoires de police ne sont pas fiables car les forces de l'ordre n'ont pas tenu compte des troubles mentaux de l'accusé. Selon lui, la police devrait plutôt essayer d'interroger le suspect de façon moins agressive d'un point de vue émotionnel, les psychopathes n'ayant que peu de sensibilité.

## Procès

### Accusation et verdict
Pour assurer un procès sans entrave à l'accusé à cause de la couverture médiatique de la ville de Bethlehem, le procès fut déplacé dans le Comté d'Orange. C'est le 2 août 2006 que le procès débute, filmé par des caméras. Dès le 10 août 2006, les jurés ont débattu sur le verdict. Porco est reconnu coupable de meurtre sur son père et de tentative de meurtre sur sa mère le même jour. Le juge Jeffrey Berry décide d'une peine de 25 ans d'emprisonnement pour meurtre ainsi que de 25 ans minimum pour tentative de meurtre, c'est-à-dire un total de 50 minimum. Le criminel pourra prétendre à une libération conditionnelle dès 2052 car après avoir fait appel de la décision, les avocats ont obtenu que la peine de 25 ans pour meurtre soit réduite à 21 ans, pour un total de 46 ans.
L'accusé est transféré dans un centre pénitentiaire de la ville de Fishkill (État de New York). Depuis 2007, il est détenu dans le village de Dannemora (État de New York).

### Défense
La défense de l'accusé revient à l'avocat Terence Kindlon.
Au cours du procès, l'avocat souligne que la police ne détient aucune preuve matérielle pouvant relier Christopher Porco au crime commis. En effet, aucune empreinte digitale n'est retrouvée sur la hache ayant servi au meurtre et à la tentative de meurtre. L'associée de Kindlon affirme que le meurtre de Peter Porco est peut-être dû aux représailles de l'oncle de Peter, Frank Porco. L'avocate déclare que Frank a également effectué deux ans d'emprisonnement pour extorsions de fonds et usure. Elle rappelle également que son surnom auprès de ses proches est « The Fireman » (« Le Pompier »), ce qui peut avoir un lien avec le crime, l'arme du crime étant une hache d'incendie.

## Inspirations dans les médias
Un film a été réalisé relatant les faits : Un tueur au visage d'ange.

## Littérature
- (en) James Patterson et Maxine Paetro (trad. de l'anglais, Dans ce livre, une femme tue ses parents afin de toucher leur héritage. Cependant, la mère de la femme survie et lors de sa confrontation avec la police, elle nie avoir été agressée par sa fille. Ce livre fait également d'autres références à l'affaire de Christopher Porco comme le témoignage d'un voisin ayant vu le véhicule du suspect, etc.), The 8th Confession [« La Huitième Confession »], t. 8, États-Unis, Little, Brown And Company, 27 avril 2009, 368 p. (ISBN 978-0-316-01876-0 et 0-316-01876-7, présentation en ligne), p. 368